# Репантиньи (Кальвадос)
Репантиньи́ (фр. Repentigny) — коммуна во Франции, находится в регионе Нижняя Нормандия. Департамент коммуны — Кальвадос. Входит в состав кантона Камбремер. Округ коммуны — Лизьё.
Код INSEE коммуны — 14533.

## Население
Население коммуны на 2010 год составляло 89 человек.
| 1962 | 1968 | 1975 | 1982 | 1990 | 1999 | 2010 |
| ---- | ---- | ---- | ---- | ---- | ---- | ---- |
| 57   | 56   | 51   | 52   | 69   | 91   | 89   |

## Экономика
В 2010 году среди 55 человек трудоспособного возраста (15—64 лет) 39 были экономически активными, 16 — неактивными (показатель активности — 70,9 %, в 1999 году было 66,7 %). Из 39 активных жителей работали 36 человек (22 мужчины и 14 женщин), безработных было 3 (1 мужчина и 2 женщины). Среди 16 неактивных 9 человек были учениками или студентами, 3 — пенсионерами, 4 были неактивными по другим причинам.